# Svidovec
Svidovec (ukrajinsky Свидівець, Svydivec’) je horské pásmo na Zakarpatské Ukrajině a geomorfologický celek Ukrajinských Karpat. Pohoří má charakter poloniny (tj. horské pastviny) a mezi jeho nejvyšší vrcholy patří Bliznica (Blyznycja, 1881 m), Dohjaska (1761 m) či Tataruk (1707 m).